# Cime Altitude 245

Cime Altitude 245 est une salle d'escalade. Située à Dijon, elle a ouvert ses portes le 1er avril 2010. Elle est située au cœur du complexe sportif Epirey, dans le quartier des Grésilles.

## Équipement
La salle d’escalade de Dijon propose plus de 150 voies à escalader sur 800 m2 et jusqu’à 12,5 mètres de haut avec des arches et des surplombs de 5 mètres.
Cime Altitude 245 est composée de 3 espaces :
- la salle principale avec une arche de 13 mètres de haut s’étendant sur 40 lignes.
- le bloc et la salle de pan de 70 m2
- l’espace de convivialité